# Concours du Chicago Times-Herald

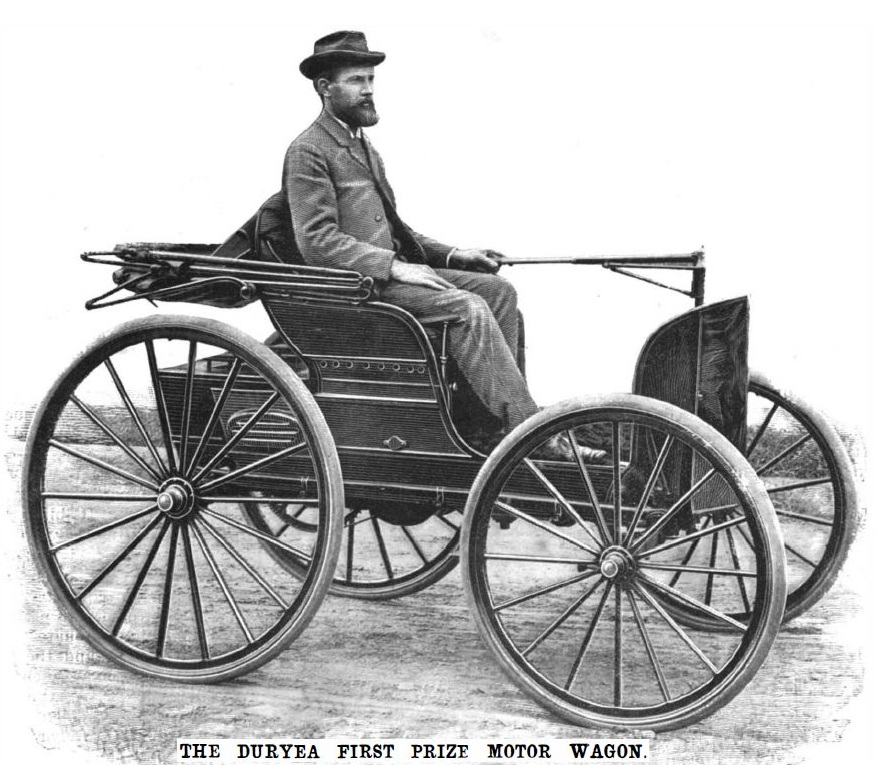
'The Frank Duryea first prize motor wagon' (the 'Chicago Times-Herald race', november 28, 1895).

Le concours du Chicago Times-Herald (Chicago Times-Herald contest) est l'une des premières courses automobiles aux États-Unis, de Chicago à Evanston, un aller-retour de 87 km (54 miles), qui eut lieu le 28 novembre 1895,.

## Organisation
Le quotidien Chicago Times-Herald avait prévu une course de Chicago à Waukegan, un aller-retour de 150 km pour le 2 novembre. Mais face aux deux participants présents, Frank Duryea et Oscar Mueller, les organisateurs décident de reporter la course au 28 novembre. En raison d'une météo très enneigée, le parcours est réduit et le retour se fera à Evanston.

## Chicago-Waukegan-Chicago
Le 2 novembre 1895, les deux concurrents sont envoyés sur le trajet afin de satisfaire le public.

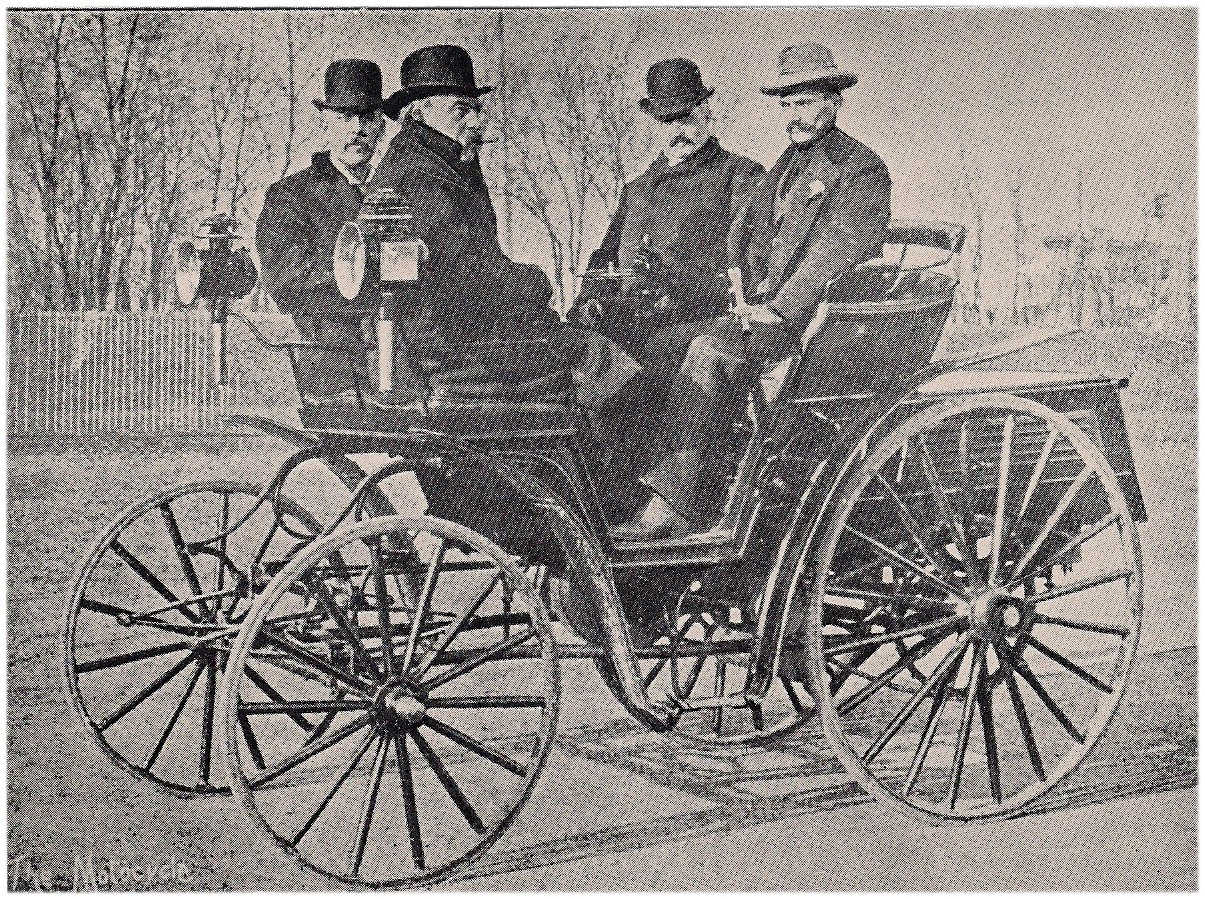
Mueller-Benz (1895)

| Ordre d'arrivée | no | Pilote        | Voiture                    | Type      | Observation                  |
| --------------- | -- | ------------- | -------------------------- | --------- | ---------------------------- |
| 1               | 19 | Oscar Mueller | Mueller Benz               | vis-à-vis | 8 h 42, 15,8 km/h de moyenne |
| 2               | 5  | Frank Duryea  | Duryea Motor Wagon Company |           | abandon                      |

## Chicago-Evanston-Chicago
Le 28 novembre 1895, 89 inscriptions, six partants (1 Duryea, 3 Benz dont deux électriques). Le départ de Jackson Park est donné à 8 h 55. Le parcours n'est que neige et boue. Peu après le départ, les batteries des deux voitures Benz se vident rapidement.

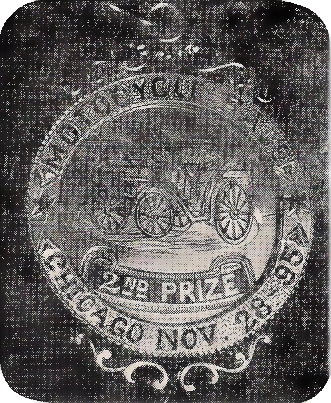
Médaille remise au deuxième, Oscar Mueller.

| Ordre d'arrivée | no | Pilote                      | Voiture                    | Type | Observation               |
| --------------- | -- | --------------------------- | -------------------------- | ---- | ------------------------- |
| 1               | 5  | Frank Duryea                | Duryea Motor Wagon Company |      | 10 h, 8,4 km/h de moyenne |
| 2               | 19 | Oscar Mueller               | Mueller Benz               |      |                           |
|                 | 7  | Frederick Haas              | De La Vergne-Benz          |      |                           |
|                 | 22 | Jeremiah « Jerry » O'Connor | Macy-Benz                  |      |                           |